# Петропавловка (Алтайский край)
Петропавловка — упразднённое село в Табунском районе Алтайского края. Входило в состав Алтайский сельсовет. Ликвидировано в 1970-е годы г.

## География
Располагалось у северного берега озера Малые Табуны.

## История
Основано в 1909 году. В 1928 г. посёлок Петропавловка состоял из 103 хозяйств. В составе Мало-Романовского сельсовета Славгородского района Славгородского округа Сибирского края.

## Население
В 1928 году в посёлке проживал 601 человек (287 мужчин и 314 женщин), основное население — украинцы.